# Andrew Ranken
Andrew Ranken (* 13. November 1953 in London) ist ein englischer Schlagzeuger. Bekannt wurde er durch sein Engagement bei der englisch-irischen Folk-Punk-Band The Pogues.

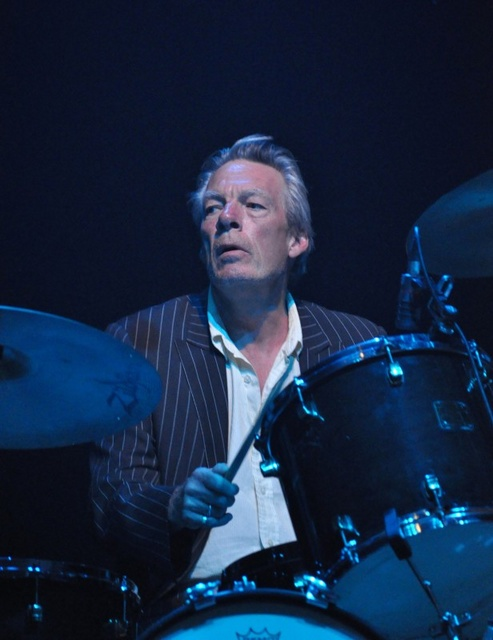
Andrew Ranken mit den Pogues im Zenith, München am 6. Juli 2011

## Leben
Andrew begann im Alter von 14 Jahren Schlagzeug zu spielen. Während seiner Collegezeit spielte er in einer Band namens Lola Cobra und verbrachte viel Zeit im Ronnie Scotts’ Jazz Club. Als sich die Gruppe auflöste, verkaufte Andrew sein Schlagzeug, um sich eine Anhaltertour durch Europa zu finanzieren. Nach der Tour, schloss er sich der 13-köpfigen Pubrock-Gruppe The Stickers an und übernahm dort den Gesang.
Andrews Nachbarn in King’s Cross, Shane MacGowan und Jem Finer fragten ihn kurz darauf, ob er Interesse hätte, in der Band, die sie im Augenblick zusammenstellten, das Schlagzeug zu übernehmen. Doch wegen seiner Verpflichtungen als Sänger bei der Band The Operation und seinem Studium war hierfür keine Zeit. Kurze Zeit später – im März 1983 – überlegte er es sich dann doch anders und wurde permanentes Mitglied von Pogue Mahone. Dies erklärt auch den Grund, warum Ranken nicht auf dem Coverfoto der Red Roses for Me war. Das Cover wurde schon vor seinem Engagement entworfen.
Der Song Four O’Clock in the Morning (Pogue Mahone) wurde vom Schlagzeuger Andrew Ranken geschrieben und behandelt, wie schon zuvor My Baby’s Gone (Waiting for Herb), den Tod seiner Ehefrau Deborah Korner. Diese verstarb kurz vor den Aufnahmesessions zu Waiting for Herb.
Er wirkte an allen Aufnahmen bis zur Auflösung 1996 mit. Danach schloss er sich den Bands „Metropolian Waterboard“ und „Kippers“ an, die von Schauspieler Paul Bradler (EastEnders) angeführt wurden. Ranken spielt seit den Wiedervereinigungskonzerten 2001 wieder mit den Pogues. Weiter singt er in „Andrew Ranken and Mysterious Wheels“ und spielt Schlagzeug für die „Recidivists“. Beim Soundtrack von Macbeth für das Puppentheater Barge bei London spielt er ebenfalls Schlagzeug.
Ranken lebt heute mit seiner Familie in Stoke Newington bei London. Er hat zwei Kinder, Nell und Daniel.